# Улица Павла Морозова (Хабаровск)
Улица Павла Морозова — улица в Хабаровске. Проходит от Владивостокского шоссе до пересечения улиц Шевчука и Оборонной, нумерация домов с юга на север.
Крупная транспортная артерия города, связывающая Индустриальный район с центром.

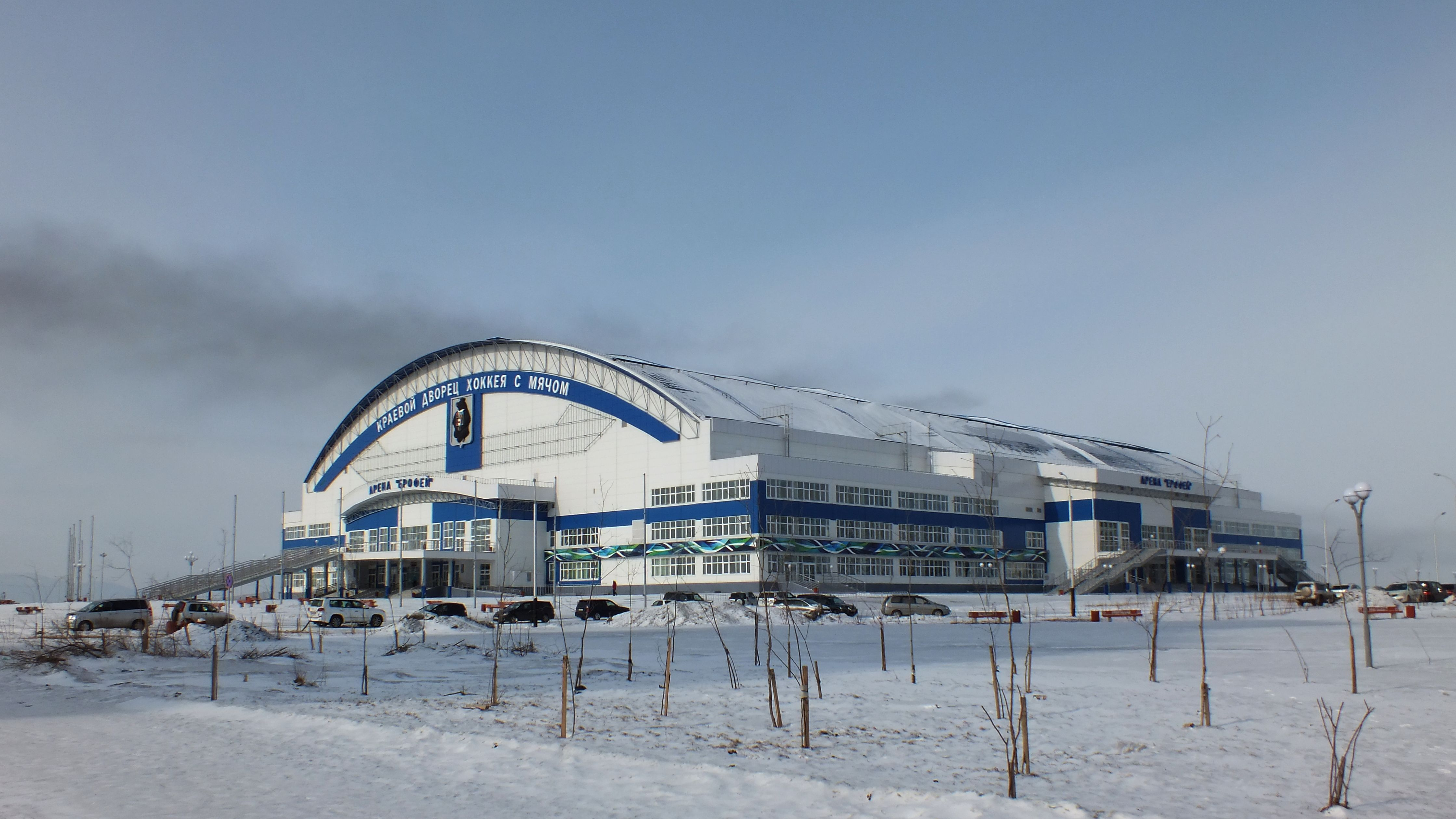
Хабаровск Краевой дворец хоккея с мячом «Ерофей»

## Название
Участок Пионерской улицы был переименован в 1999 году в честь Павла Леонтьевича Морозова — почётного гражданина Хабаровска, председателя горисполкома в 1971—1981 годах, по предложению краеведа Марии Буриловой мэром Хабаровска Александром Соколовым. Переименование принято без решения городской думы.
Название часто вызывает путаницу: улицу ошибочно связывают с именем пионера-героя Павлика Морозова. При этом, в другом месте в Хабаровске также есть переулок Павлика Морозова.

## Транспорт
- Автобус № 34
- Маршрутные такси № 71, 73, 83, 83п

## Достопримечательности
Хабаровск, памятник дамбам, спасшим город от наводнения
- Дамба-музей в память о наводнении 2013 года[5][6]
- Арена «Ерофей»